# Asura humilis
Asura humilis là một loài bướm đêm thuộc phân họ Arctiinae, họ Erebidae.